# Janez Abram (redovnik)
Janez (Venceslav) Abram, slovenski rimskokatoliški duhovnik, redovnik in misijonar, * 26. januar 1897, Slavina, Postojna, † 16. december 1938, Varna? pri Brixnu, Južna Tirolska.

## Življenje in delo
Luka Abram, z redovniškim imenom Venceslav, se je rodil v družini kmeta Franca Abrama. H kapucinom je vstopil v 30. decembra 1916. Najprej je študiral na orientalskem inštitutu v Palermu, v noviciat je vstopil na bavarskem, kjer je tudi končal študij filozofije. Bogoslovje je končal v Rimu in bil 29. januarja 1923 posvečen. Po posvetitvi je ostal v Rimu in nadaljeval s študijem. Leta 1925 je odšel v Sofijo kjer je ostal do 1932. V Bolgariji je bil misijonar in istočasno urejal list Istina. Leta 1932 so ga poklicali v Rim kjer je nastopil službo podtajnika pri generalni kuriji kapucinskega reda. Še istega leta se je vrnil v redovniško provinco, ko je nastopil službo v Brixnu. Tu je uspešno deloval kot duhovnik v krajih Vipeteno, Chiusa in Silandro, ter bil profesor v semenišču v Varni pri Brixnu. Umrl je po kratki bolezni, pokopan je v Varni. 